# 스테파니 바케르
스테파니 바케르(Stephanie Vaquer, 1993년 3월 29일 ~ )는 칠레의 여자 프로레슬링선수다. 본명은 아나 스테파니 바케르 곤잘레스(Ana Stephanie Vaquer González)라고 한다 키는 160cm(5 ft 3 in)에다가 몸무게는 41kg(91 lb)라고 한다. 말하자면 칠레 발파라이소 산안토니오에서 태어났다. 원레 이 스테파니는 주로 에스파냐어로 사용을 한다. 아직 영어는 의외로 서투르니깐 어쩔 수 없다. 하지만 스테파니는 여때까지면 모태솔로라고 한다. 다른 남자 선수들하고 대결도 한 적도 몆번 많다. 피니쉬는 아레나 드라이버(싯아웃 파이어맨즈 캐리 스쿱 슬램 파일드라이버), 아레나 락(크로스페이스), 아레나 스플래쉬(프로그 스플래쉬), 비런 버스터(풀 넬슨 페이스버스터), 비런 클러치(카멜 클러치), 비런 드롭(다이빙 레그 드롭), 콘세이요 버스터(백브레이커 랙 드롭), 콘세이요 락(프론트 페이스락), 콘세이요 스플래쉬(슈팅 스타 프레스), 도어 찹(다이빙 찹 드롭), 도어 디디티(스파이크 DDT), 도어 페이스(헤드시저스), 에마 암바(크로스 암브레이커), 에마 버스터(벨리 투 백 파일드라이버), 에마 벗(다이빙 헤드벗 드롭), 퍼비던 브레이커(싯아웃 펌프핸들 슬램), 퍼비던 락(후지와라 암바), 퍼비 센턴(센턴 밤), 옵저버 엘보우(다이빙 사백오십도 엘보우 드롭), 옵저버 락(크루시픽스 초크), 옵저버 센턴(런닝 섬머솔트 시티드 센턴), 풴디 밤(패키지 파워밤), 풴디 초크(리어 네이키드 초크), 풴디 스톰프(문설트 더블 풋 스톰프), 에스브이비(패키지 백브레이커), 에스브이엠(코크스크류 문설트), 에스티에프(스탭오버 토홀드 페이스락)으로 사용을 한다.

## Professional wrestling highlights
- Finishing moves
  - Arena Driver (Sitout fireman's carry scoop slam piledriver) - 2009-2011
  - Arena Lock (Crossface) - 2009-2011
  - Arena Splash (Frog splash) - 2009-2011
  - Bewran Buster (Full nelson facebuster) - 2011-2013
  - Bewran Clutch (Camel clutch) - 2011-2013
  - Bewran Drop (Diving leg drop) - 2011-2013
  - Consejo Buster (Backbreaker rack drop) - 2013-2015
  - Consejo Lock (Front facelock) - 2013-2015
  - Consejo Splash (Shooting ster press) - 2013-2015
  - Door Chop (Diving chop drop) - 2015-2017
  - Door DDT (Spike DDT) - 2015-2017
  - Door Face (Headscissors) - 2015-2017
  - Emma Armbar (Cross armbreaker) - 2017-2019
  - Emma Buster (Back-to-belly piledriver) - 2017-2019
  - Emma Butt (Diving headbutt drop) - 2017-2019
  - Forbidden Breaker (Sitout pumphandle slam) - 2019-2021
  - Forbidden Lock (Fujiwara armbar) - 2019-2021
  - Forbidden Senton (Senton bomb) - 2019-2021
  - Observer Elbow (Diving 450° elbow drop) - 2021-2022
  - Observer Lock (Crucifixion choke) - 2021-2022
  - Observer Senton (Running somersault seated senton) - 2021-2022
  - Pendy Bomb (Package powerbomb) - 2022-2024
  - Pendy Choke (Rear naked choke) - 2022-2024
  - Pendy Stomp (Moonsault double foot stomp) - 2022-2024
  - SVB (Package backbreaker) - 2024-present
  - SVM (Corkscrew moonsault) - 2024-present
  - STF (Stepover toehold facelock) - 2024-present
- Signature moves
  - Armbar
  - Atomic drop
  - Brainbuster
  - Bridging headscissors takedown
  - Diving crossbody
  - Dragon screw
  - Dropkick
  - Figure four headscissors sometimes transitioned into multiple push-up facebuster
  - German suplex
  - Hammerlock DDT
  - Multiple headbutt
  - Running back elbow smash
  - Running double knee smash to low cornered opponent
  - Running lariat
  - Side kick
  - Snap suplex
  - Split-legged evasion transitioned into a bridging inverted roll-up
  - Stomp facebreaker
  - Tiger feint kick
  - Vaquer Special (Octopus hold)
- Nicknames
  - "Dark Angel"
  - "La Primera"
- Entrance themes
  - "I Love It Loud" by Kiss (Independent circuit; 2009-2013)
  - "Walk" by Pantera (Independent circuit/Stardom; 2013-2019)
  - "Believer" by Imagine Dragons (CMLL; 2019-2023)
  - "On the Edge" by Leva (NJPW/Stardom/AEW/Independent circuit; 2023-2024)
  - "Shooting Star" by Def Rebel feat. Odel (WWE NXT; 2024)
  - "Bury Me" by Chris Egert (WWE NXT/WWE; 2024-present)

## 여담
- 스테파니는 단 한번도 사귄적도 없고 혼자서 사는 모습이다. 그러나 단 한번도 사귄적도 없는 스테파니는 모태솔로라고 한다. 연애 따위는 관심 없다고 한다.
- AEW의 루슈, 드라리스티코 형제를 포함한 일부 레슬러들이 상술한 쿠아트레로에 대한 탄원서를 써주기도 했으며 바케르가 WWE로 이적한 것도 이러한 이유가 있었던 것으로 보인다.
- 믹상 무대에서는 항상 무표정에 엄근진을 유지하고 있지만 실제로는 애교가 엄청 많은 성격이라고 한다.
- 베일리 보다 엉덩이가 매우 큰 편이다. 비교적 가녀린 상체로 인해 부각되었던 베일리에 반해 스테파니 바케르는 상체가 발달해 있음에도 커보이는데, 링기어로 허벅지쪽에 착용한 벨트때문에 더욱 부각되어 보이는 효과도 있다. 키는 160cm에다가 몸무게는 41kg 나가는데 마른 편이다.
- 스테파니 바케르는 주로 남자 선수들만 상대를 한적도 있었다. 인디단체에서 완전히 매우 많다. 11명이나 승리를 경우도 있다.

## 수상
- 에레나 애즈테커 버도컨 인터내셔널 위민스 챔피언 (1회)
- 에리나 큐아우타이털 엔 이즈칼리 믹스트 태그팀 챔피언 (1회) - 리키 마빈
- AULL 위민스 챔피언 (1회)
- CMLL 월드 위민스 챔피언 (1회)
- CMLL 월드 위민스 태그팀 챔피언 (1회) - 제우시스
- 옥시덴테 위민스 태그팀 챔피언 (1회) - 제우시스
- 옥시덴테 위민스 태그팀 챔피언 토너먼트 (2023) - 제우시스
- 그랜드 프리 더 아마조나스 (2023)
- GDLL 위민스 챔피언 (1회)
- IWC 위민스 챔피언 (1회)
- 스트롱 위민스 챔피언 (1회)
- 프레미오 메요르 앙 엘 엑스트라녜로 (2023, 2024)
- 랭크드 넘버 5 오브 더 탑 250 피멜즈 싱글즈 레슬링 인 더 2024 PWI 위민스 250
- 바커 언드 죽시스 랭크드 넘버 84 오브 더 탑 100 태그팀 인 더 2023 PWI 태그팀 100
- WWE NXT 위민스 챔피언 (1회)
- WWE NXT 위민스 노스 아메리칸 챔피언 (1회)
  - 브레이크아웃 슈퍼스타 오브 더 이열 (2025)